# Komorniki (gmina Wolbórz)
Komorniki – wieś w Polsce położona w województwie łódzkim, w powiecie piotrkowskim, w gminie Wolbórz.
W latach 1954–1958 wieś należała i była siedzibą władz gromady Komorniki, po jej zniesieniu w gromadzie Wolbórz. W latach 1975–1998 miejscowość należała administracyjnie do województwa piotrkowskiego.

## Historia
Komorniki pochodzą z roku 1332, kiedy to książę łęczycki Władysław nadał prawa niemieckie wsi Komorniki. W tymże dokumencie książę łęczycki nadaje również prawa niemieckie innym wsiom, jak np. Łódź.
We wsi znajduje się Szkoła Podstawowa imienia Jana Pawła II (z przedszkolem) oraz Ochotnicza Straż Pożarna wraz z salą, Koło Gospodyń Wiejskich, 4 kapliczki i 2 sklepy.

## Urodzeni w Komornikach
- Iwona Śledzińska-Katarasińska – polska dziennikarka i polityk, posłanka na Sejm RP. Była jedyną osobą zasiadającą nieprzerwanie w Sejmie III RP przez jego pierwszych dziewięć kadencji (1991–2023)[4].
- Władysław Ziółek – polski duchowny rzymskokatolicki, doktor prawa kanonicznego, biskup pomocniczy łódzki, biskup diecezjalny łódzki, arcybiskup senior archidiecezji łódzkiej[5].